# انیسه شاهمنش
انیسه شاهمنش معروف به آنیسه آلوینا (زاده ۲۸ ژانویه ۱۹۵۳ بولونی بیانکور - درگذشت ۱۱ نوامبر ۲۰۰۶ پاریس) خواننده و بازیگر ایرانی-فرانسوی است. پدرش ایرانی بود و مادرش فرانسوی.
او در سال ۱۹۷۲ در فیلم Le Rempart des Beguines که به عشق همجنس‌گراها پرداخته بود بازی کرد و حتی در ژاپن نیر طرفداران زیادی پیدا کرد.
انیسه که در دهه هفتاد میلادی حضوری موفق در سینمای فرانسه داشت در سال ۱۹۷۷ برای مجله فرانسوی Lui نیز عریان ظاهر شد.
انیسه در ۱۱ نوامبر سال ۲۰۰۶ بر اثر سرطان در فرانسه درگذشت.

## فیلم‌ها
از نمونه آثار وی می‌توان به موارد زیر اشاره کرد:
- نه مشروب میخوره، نه سیگار میکشه، نه عشق بازی میکنه، اما … حرف میزنه  ۱۹۷۰ – دختر باردار
- دوستان ۱۹۷۱ – میشل لاتور
- Le Rempart des Béguines ۱۹۷۲ – هلن
- احساسات خوب اشتها را باز می‌کنند ۱۹۷۳ – آن ماری
- لغزش تدریجی لذت ۱۹۷۴ –زندانی
- پل و میشل ۱۹۷۴ – میشل لاتور
- شهرآشوب ۱۹۷۵ – آن کوربر
- بازی با آتش ۱۹۷۵ - کارولینا
- اتاق ممنوعه ۱۹۷۷ - لوسیا
- جان تازه (۱۹۷۸)
- L'Honorable société (۱۹۸۰) - ايو
- دیان لنستر ۱۹۸۳ (TV) -دیان لنستر
- تا انتهای شب (۱۹۹۵) - ماریا
- به درک! (۲۰۰۰) - دوست برتراند